# Georg Reinhold von Lilienfeld
Georg Reinhold Karl von Lilienfeld (* 5. April 1828 in Neu-Oberpahlen; † 11. Oktober 1881 in Könhof) war ein baltischer Landespolitiker, Landrat und Landmarschall von Livland.

## Leben

### Herkunft und Familie
Das Adelsgeschlecht von Lilienfeld war seit etwa 1660 im Baltikum sesshaft. Sein Vater war der livländische Landrat und Landmarschall Karl Reinhold von Lilienfeld (1791–1876), der mit Elisabeth von Berg (1805–1832) verheiratet war. Georg Reinhold heiratete 1854 Jeanette Guillemot de Villebois (1832–1897), ihre Nachkommen waren:
- Edward Magnus von Lilienfeld (1856–1919), Gutsbesitzer
- Maria Elisabeth von Lilienfeld (1858–1900)
- Georg Karl Stephan von Lilienfeld (1859–1925)
- Madeleine Charlotte von Lilienfeld (* 1860) ⚭ Maximilian von Sivers (1857–1919) livländischer Landrat
- Elisabeth Hilda von Lilienfeld (*/† 1861)

### Werdegang
Georg Reinhold v. L. besucht in Koick eine Privatschule und studierte von 1845 bis 1849 an der Kaiserlichen Universität Dorpat Jura. Danach wurde er zum Adjunkt beim Ordnungsrichter berufen und übernahm danach das Amt des Kirchspielrichters.
Zu seinen Besitzungen gehörten ab 1862 die Landgüter Könhof und Charlottenthal in Livland. 1864 wurde er zum Kreisdeputierten gewählt und entwickelte sich zu einem konservativen Landespolitiker. Von 1866 bis 11869 war er livländischer Landmarschall und versuchte vergeblich die russische Sprache, als Amtssprache in Livland, zu verhindern. Von 1869 bis 1874 war er livländischer Landrat und Kammerherr am russischen Hof, in dieser Zeit bemühte er sich, unter erheblichen Finanzverlusten, um eine Baukonzession für eine Eisenbahn Riga  – Pleskau und einer weiteren Strecke von Werro nach Dorpat.